# 89th Airlift Wing
89th Airlift Wing er en wing under United States Air Force. Den har base på Joint Base Andrews i staten Maryland, og har omkring 1.000 ansatte. Wingen udfører Special Air Mission (SAM) flyvninger, luftkommunikation og logistik for USA's præsident, vicepræsidenten, regeringsmedlemmer, militærer ledere, og andre højtstående myndighedspersoner fra USA. 

## Eskadriller
- 89th Operations Group (89 OG)

1st Airlift Squadron - C-32, C-40
99th Airlift Squadron - C-20, C-37
- 89th Maintenance Group (89 MXG)

- 89th Airlift Support Group (89 ASG)

89th Aerial Port Squadron (89 APS)
89th Communications Squadron (89 CS)
- Presidential Airlift Group (PAG) - VC-25 (Air Force One)

## Flytyper
I januar 2016 rådede 89th Airlift Wings eskadriller over følgende flytyper:
- Gulfstream C-20
- Boeing C-32
- Gulfstream C-37
- Boeing C-40 Clipper
- Boeing VC-25A